# Pfarrkirche Leoben in Kärnten

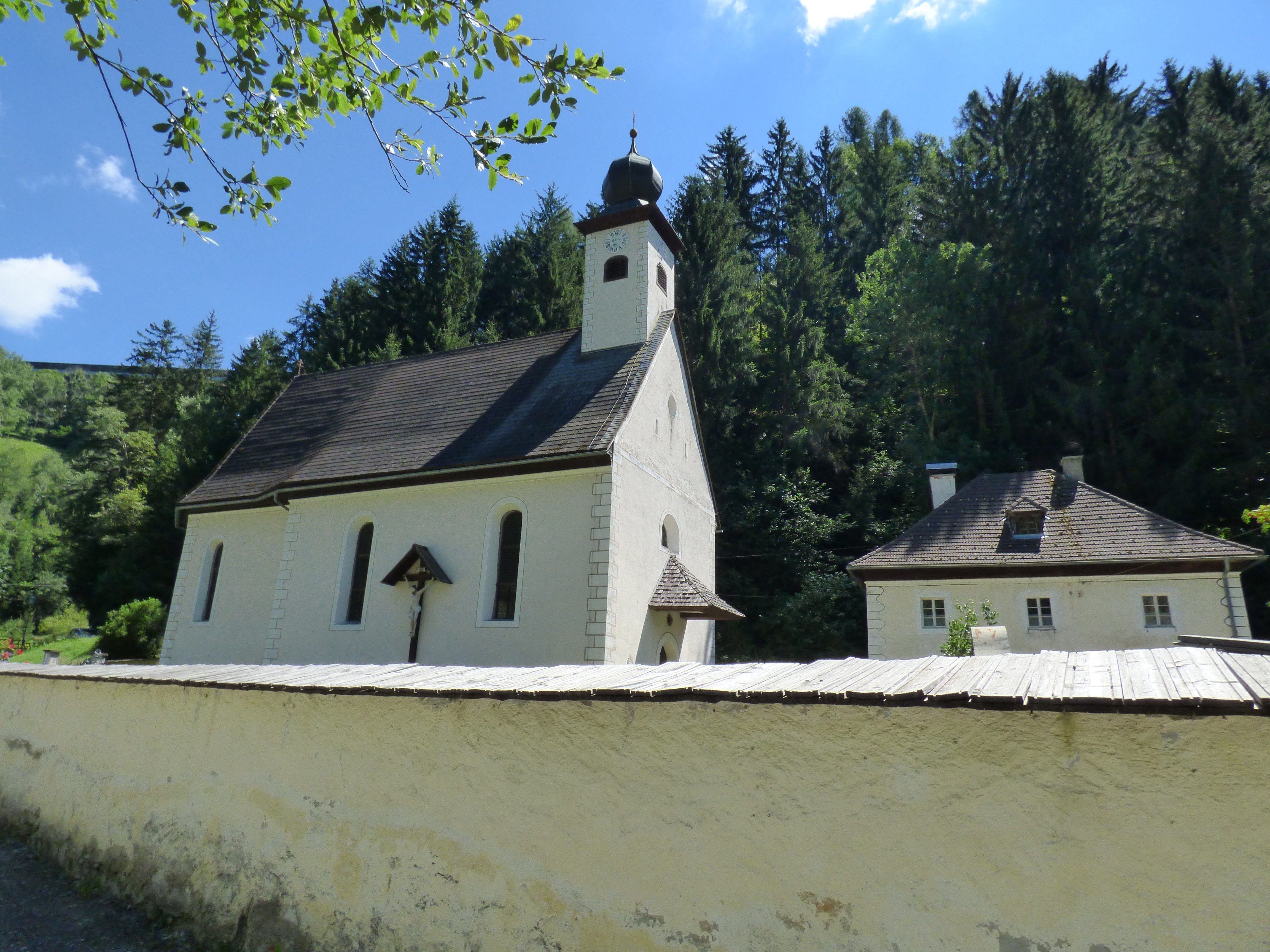
Katholische Pfarrkirche hl. Johannes Nepomuk in Leoben in Kärnten

Die römisch-katholische Pfarrkirche Leoben in Kärnten steht am Ufer der Lieser in der Ortschaft Leoben in der Gemeinde Krems in Kärnten im Bezirk Spittal an der Drau in Kärnten. Die dem Patrozinium des hl. Johannes Nepomuk unterstellte Pfarrkirche gehört zum Dekanat Gmünd-Millstatt in der Diözese Gurk-Klagenfurt. Die Kirche und der Friedhof stehen unter Denkmalschutz (Listeneintrag).

## Geschichte
Die Kirche wurde von 1752 bis 1766 erbaut und 1766 geweiht. Die Pfarre wurde 1783 gegründet.

## Architektur
Die Kirche von einem Friedhof mit Ummauerung umgeben steht mit dem danebenstehenden Pfarrhof am Ufer der Lieser. Über dem westlichen Friedhofsportal befindet sich das Wappen der Grafen Lodron mit Stiftungsinschrift 1804. Neben dem östlichen Friedhofstor befindet sich ein Bildstock, das ehemals darin befindliche Vesperbild aus dem Anfang des 16. Jahrhunderts befindet sich im Diözesanmuseum Klagenfurt.
Das Kirchenäußere zeigt ein einfaches Langhaus mit einem leicht eingezogenen Chor mit einem Fünfachtelschluss, das Satteldach trägt im Westen einen Dachreiter. Die Westfront hat ein Portal mit einem gemalten Auge Gottes unter einem Vordach. Südlich ist die Sakristei angebaut.
Das Kircheninnere zeigt das zweijochige Langhaus und den Chor unter Tonnengewölben mit Stichkappen und schmale Rundbogenfenster. Im Eingangsjoch steht eine Musikempore auf Säulen.

## Einrichtung
Die spätbarocke Einrichtung entstand in der Bauzeit. Der Hochaltar und die zwei Seitenaltäre aus 1763 zeigen sich in der originalen Fassung. Die Kanzel wurde aus der Pankratiuskirche in Gmünd hierher übertragen.
Die spätgotische Pietà entstand in einer Villacher Werkstätte um 1515. Am Triumphbogen befindet sich in einer Nische die Figur Schmerzensmann aus der Mitte des 18. Jahrhunderts.

## Grabdenkmäler
- In der östlichen Friedhofsmauer befinden sich vier Biedermeier-Grabsteine aus der ersten Hälfte des 19. Jahrhunderts.